# Caprorhinus andohahalensis
Caprorhinus andohahalensis är en insektsart som beskrevs av Wintrebert 1972. Caprorhinus andohahalensis ingår i släktet Caprorhinus och familjen Pyrgomorphidae. Inga underarter finns listade i Catalogue of Life.